# Gun-Britt Flink
Karin Gun-Britt Flink, senare Johannesson, född 29 mars 1943 i Ängelholms församling, Kristianstads län, död 7 februari 2009 i Kållereds församling, Västra Götalands län, var en svensk friidrottare (kulstötning). Hon tävlade för i tur och ordning IS Skanne, IFK Hälsingborg och Göteborgs Kvinnliga IK. Flink utsågs år 1964 till Stor grabb/tjej nummer 225. Hon är begravd på Kållereds kyrkogård.